# Marc Fabi Dorsó
Marc Fabi Dorsó (llatí: Marcus Fabius Dorsuo) va ser un magistrat romà. Formava part de la família dels Dorsó, una branca patrícia de la gens Fàbia.
Era probablement fill de Ceso Fabi Dorsó i va ser elegit cònsol de Roma l'any 345 aC juntament a Servi Sulpici Camerí Ruf. Aquell any Luci Furi Camil va ser nomenat dictador per fer la guerra als auruncs. El cònsol Dorsó va dirigir la guerra contra els volscs i va conquerir Sora.